# Stanley Elbers
Stanley Elbers (Wassenaar, 14 maggio 1992) è un ex calciatore olandese, di ruolo attaccante.

## Carriera

### Club
Debutta il 28 agosto 2011 nella vittoria esterna per 0-3 contro il De Graafschap venendo sostituito al 75' da Tjaronn Chery.
Nell'estate del 2013 passa all'Helmond Sport.

### Nazionale
Nel 2013 ha giocato una partita nella nazionale olandese Under-20.